# 桑坦德省
桑坦德省（Departamento de Santander）是哥倫比亞北部的一個省，西界馬格達萊納河。面積为30,537平方公里，2018年人口为2,090,854人。首府布卡拉曼加。
1857年5月13日設省。下分87自治市。